# La noche de José Mota
La noche de José Mota es el spin-off de un programa de televisión humorístico presentado y protagonizado por José Mota. El espacio se emitió de forma semanal en el horario central de Telecinco desde el 7 de febrero de 2013 y hasta el 2 de mayo de 2013, y está elaborado por los humorísticos sketches de Mota y sus colaboradores, en el que parodian noticias ocurridas recientemente aparecidas en la prensa española, así como hechos de la vida cotidiana.
Cabe destacar, que la historia del proyecto, proviene del finalizado formato La hora de José Mota, siendo este emitido durante tres temporadas (2009-2012) en La 1 de Televisión Española.
La primera temporada, de trece capítulos, se emitió los jueves en el prime-time de Telecinco. Desde su final, se reemite toda la entrega de episodios en el canal temático Factoría de Ficción.
El 30 de julio de 2013, la cadena Telecinco confirmó que cancelaba el rodaje de la segunda temporada debido a los bajos índices de audiencia que cosechó en su anterior temporada y que no confiaba plenamente en ella, por lo que el programa no volvería a la parrilla de Telecinco. No obstante, Mota aseguró en abril de 2014 haber acordado nada más llegar a Telecinco que solo se haría una temporada.

## Historia
El 26 de marzo de 2012, varios portales de información desvelaron que la relación entre el cómico y la actual dirección de Televisión Española no pasaba por su mejor momento. Este hecho supuso que el humorista se molestase debido a la filtración de su contrato con la cadena y también por la desatención del ente público en su nuevo proyecto para la Corporación. Sin embargo, ante el inminente recorte presupuestario impuesto desde el Gobierno hacía RTVE, el grupo Mediaset España, operador que gestiona el canal Telecinco, tras conocer la situación de crisis entre TVE y humorista, hizo una oferta a José Mota y a su programa para su paso por la cadena de Fuencarral.
Ya en el mes de abril, concretamente el 25 de abril de 2012, tras la salida de Mota de Televisión Española, el cómico manchego con «varias ofertas sobre la mesa» debía decidir si quedarse con Mediaset España o por otro lado, con el Grupo Antena 3. Sin embargo, este estaría más cerca de fichar por el canal Telecinco que de su principal competidora. En el caso de fichar por el canal de Mediaset, la oferta sugerida en el contrato se encontraban la producción de una serie de humor con emisión diaria, además de un nuevo show en prime time siguiendo la línea de La hora de José Mota.
En menos de un mes, el 17 de mayo del mismo año, la compañía audiovisual Mediaset España hizo público un informe, en el que se informaba a los medios de prensa que había fichado en su «plantilla de artistas» al cómico, humorista y actor manchego José Mota tras firmar un contrato de larga duración para colaborar en los proyectos de Telecinco, Telecinco Cinema y Cuatro. Tras conocerse la noticia de su fichaje, el propio humorista mostró su satisfacción con el grupo de comunicación:

“Estoy contento al haberme incorporado a una empresa que cuenta con una gran diversidad de canales de televisión y proyectos cinematográficos destinados a todo tipo de públicos; lo cual, me brinda la oportunidad de emprender proyectos profesionales en diversos géneros en los que poder desarrollar nuevos registros y, a su vez, mantener lo más genuino de mi trayectoria”.
José Mota.

A raíz de su incorporación en el plantel de actores de Mediaset España y tras conocerse la noticia de su fichaje por este grupo de comunicación, según las fuentes consultadas por El Mundo, el diario desveló que el ex componente de Cruz y Raya firmó su contrato con Telecinco por ocho millones de euros anuales. No obstante, la cadena mandó una nota de prensa a los medios desmintiendo dicha información afirmando que "la cantidad dicta muy lejos de lo que se ha publicado".
En septiembre de 2012 José Mota acudió a dos programas de la casa «¡Qué tiempo tan feliz! y El gran debate» para hablar de su incorporación a Telecinco. Entre otras cosas, avanzó que «en enero de 2013 la cadena estrenará mi nuevo espacio de humor, que constará de 13 episodios de una hora de duración aproximadamente». El humorista también desveló además que «la grabación de este proyecto será en alta definición y empezará a principios de noviembre de 2012» y que aunque sufrirá algunos cambios, no quiere "hacer desaparecer" lo que hasta entonces funcionó.
Tiempo después, sin saber noticias al respecto, en noviembre del mismo año José Mota informó que ya tenía preparado su primer programa y que daría comienzo el lunes 5 su primera lectura de guiones. Por otro lado y según informó el cómico a través de su cuenta de Twitter, el 12 de noviembre dio comienzo el primer día de grabación junto a Luis Larrodera y Patricia Rivas. También es de destacar, que en el mismo mes, el portal Vanitatis hizo público el nombre elegido para este proyecto como José Mota presenta.... Sin embargo a mediados de diciembre, Telecinco mediante promociones en el canal de Mediaset, dio la bienvenida a Mota y su nuevo programa finalmente denominado La noche de José Mota.
El penúltimo día de diciembre de 2012, día 30, varios portales recogieron a través de la web «Exclusiva Digital», que el regreso de José Mota a televisión, se producirá en febrero de 2013 en el prime time dominical, tras el final de temporada de la serie “Aída” en Telecinco.

## Espacios del programa
Parodias, imitaciones del mundo audiovisual, secciones y nuevos personajes son los cambios que ha hecho el cómico manchego en su espacio ahora llamado La noche de José Mota. Creado por José Mota y producido por Telecinco en colaboración con Producciones Nueva Línea, el programa tendrá en su elenco habitual a destacados cómicos del panorama nacional. Por otro lado, una parte fundamental en este formato, será la incorporación de micromonólogos en la sección Si te digo la verdad, te miento. Esta es una lista de las secciones que conforman el nuevo programa de José Mota.
| - Cuarto milenio - Tu cara me suena - Redes - El último superviviente - Frank de la jungla - Más allá de la vida - La voz - El club de la comedia (El club de la encomienda) - Diario de - Españoles por el mundo (Españoles por el tiempo) - Olimpiadas de tapadillo - ¡Qué grande es el cine! - Pekín Express - 21 días - Pesadilla en la cocina - Hay una cosa que te quiero decir - 1000 maneras de morir - Lo sabe, no lo sabe - Buscadores de fantasmas - ¡Mira quién salta! - Juego de tronos - Sin perdón - Resacón en Las Vegas / (Resacón en las "vigas") - El silencio de los corderos - Rambo - Iron Man (al inicio del programa) - Alfredo Pérez Rubalcaba - Angela Merkel - Cristóbal Montoro - Mariano Rajoy - Rey Juan Carlos I - Papa - Adela Úcar - Miguel Gila - David Bisbal - Tonino Carotone - Íker Jiménez - José María Ruiz Mateos - Jesús Calleja - Bear Grylls - Frank Cuesta - Nacho Medina - Santiago Trancho - Anne Germain - Clint Eastwood - Mercedes Milá - José Luis Garci - Gordon Ramsay - Jorge Javier Vázquez - Juanra Bonet - Zak Bagans - Nick Groff - Aaron Goodwin | - Agustina de Aragón - Napoleón Bonaparte - Pepe Botella - Jimena Díaz - Rodrigo Díaz de Vivar - Diego Alatriste - Miguel de Cervantes - La Vieja'l visillo - La Blasa - Tomás Reguero Pellejero - Belisario Cazuelas - El Aberroncho - Los hermanos Correa - El cansino histórico - Facundo Collado - Berengario, el tractorista - El Fumi de Morata - El hombre del armario - Ricardo Boquerone - El cansino - Sr. Laverda'que - Antonio Secadura - Vecinos - Si te digo la verdad, te miento - El dúo andaluz - Mentiruscos ataos con piedra - Se hace saber - Ahora vas y lo tuiteas - Eres mu tonto - Ejército español - Guardia civil - Médicos - Restaurantes |

## Episodios
| Temporada | Temporada | Programa              | Episodios | Estreno              | Final             | Audiencia    | Audiencia | Audiencia |
| Temporada | Temporada | Programa              | Episodios | Estreno              | Final             | Espectadores | Cuota     |           |
| --------- | --------- | --------------------- | --------- | -------------------- | ----------------- | ------------ | --------- | --------- |
|           | 4         | La noche de José Mota | 13        | 7 de febrero de 2013 | 2 de mayo de 2013 | 2 617 000    | 13,6%     |           |